# 福井トシ子
福井 トシ子（ふくい としこ、1956年4月2日 - ）は、日本の保健師、助産師、看護師。元日本看護協会会長。

## 人物・経歴
2017年6月、前任の日本看護協会長の坂本すがより、日本看護協会会長の役を受け継ぐ。会長の任にあっては「社会の期待に応えることが看護職の使命」「あらゆる場での看護の活動を」の理念をもち、日本看護協会の各事業遂行にあたる。

### 学歴
- 1981年 東京都立北多摩看護専門学校卒業
- 1982年 東京女子医科大学看護短期大学専攻科修了
- 1983年 福島県立総合衛生学院保健学科修了
- 1988年 厚生省看護研修研究センター看護教員養成課程助産婦養成所教員専攻修了
- 1999年 産能大学大学院経営情報学研究科経営情報学専攻修士課程修了、修士（経営情報学）
- 2005年 国際医療福祉大学大学院医療福祉学研究科保健医療学専攻博士課程修了、博士（保健医療学）

### 職歴
- 1983年　東京女子医科大学病院
- 1991年　杏林大学医学部付属病院産婦人科病棟師長
- 1994年　杏林大学医学部付属病院産婦人科病棟・新生児未熟児センター師長
- 1997年　杏林大学医学部付属病院総合周産期母子医療センター師長
- 2003年　杏林大学医学部付属病院看護部長
- 2010年　日本看護協会常任理事
- 2017年　日本看護協会会長[1]。

#### 公職
- 厚生労働省中央社会保険医療協議会専門委員（2011～2015年度)
- 社会保障審議会医療分科会委員（2013年度）・臨時委員（2014～2016年度）
- 医療情報ネットワーク基盤検討会構成員（2010～2016年度)
- 医療事故調査制度の施行に係る検討会構成員（2014年度)
- 周産期医療体制のあり方に関する検討会構成員（2015～2016年度）
- 医薬品・医療機器等対策部会委員（2010、2015～2016年度）